# Paweł Sobczak
Paweł Sobczak (Płock, 29 giugno 1978) è un ex calciatore polacco, di ruolo attaccante.

## Carriera
Formatosi nel Stoczniowiec Płock, passa nel 1995 al Wisła Płock che militava nella I liga, la seconda serie polacca. Con il suo club ottiene al termine della stagione 1996-1997 la promozione in massima serie. La sua stagione in massima serie si conclude con il ritorno in cadetteria.
Nel 1999 si trasferisce in Austria, all'Austria Wien. Con i viennesi ottiene il quarto posto della Fußball-Bundesliga 1999-2000.
Lascia il club violabianco nel gennaio 2001 per trasferirsi in Italia, al Genoa con cui disputa tre incontri nella Serie B 2000-2001, chiusa al dodicesimo posto. L'esordio con la formazione genovese è datato 18 febbraio, nel pareggio esterno per 1-1 contro il Ravenna.
Torna in patria nel 2001, al RKS Radomsko, con cui gioca sino al gennaio 2002 nella Klasy Państwowej, la massima serie polacca, prima di passare al Widzew Łódź con cui ottiene il decimo posto nella medesima serie.
La stagione seguente passa al Pogoń Szczecin che lascerà per passare nel gennaio 2003 per giocare cobn gli austriaci dell'Admira Wacker, ottenendo il settimo posto della Fußball-Bundesliga 2002-2003.
Nel 2003 si trasferisce a Cipro, all'Anorthōsis che lascerà nel gennaio seguente per tornare in patria al Polonia Varsavia. Con il club capitolino ottiene l'undicesimo posto al termine del campionato.
Nel 2004 è ingaggiato dal Wisła Płock, club con il quale ottiene un quarto posto nell'I liga 2004-2005.
Nel gennaio 2007 si trasferisce in Germania, al Viktoria Colonia, che lascerà al termine della stagione per tornare al Wisła Płock, in cadetteria polacca.
Nel 2008 è al GKS Katowice, in seconda serie polacca ed in seguito ai greci dell'AS Lamia ed al Kasztelan Sierpc.
Il 12 maggio 2011 è ingaggiato dal Zdroj Ciechocinek, club che lascerà l'estate seguente.

## Palmarès

### Club

#### Competizioni nazionali
- Coppa di Polonia: 1

Wisla Plock: 2005-2006
- Supercoppa di Polonia: 1

Wisla Plock: 2006